# Purgatorius
Purgatorius is een geslacht van uitgestorven vroege primaten die voorkwamen in het Laat-Krijt en Vroeg-Paleoceen. Er zijn vier soorten in dit geslacht benoemd. Het wordt beschouwd als de vroegste vorm van een primaat of pre-primaat en was een op primaten lijkende voorloper van de Plesiadapiformes. Overblijfselen van Purgatorius, voornamelijk tanden en kaakfragmenten, zijn gevonden in oostelijk Montana in de Hell Creek-formatie en in Saskatchewan. Het geslacht is vernoemd naar de Purgatory Hill.

## Kenmerken
De soorten uit dit geslacht waren tien tot vijftien centimeter lang, met een gewicht van twintig tot veertig gram. In beschrijvingen wordt verder veel aandacht besteed aan het gebit. De tandformule is 3.1.4.3. Tanden en kaakfragmenten zijn klein en suggereren een heel klein dier dat iets meer dan twintig gram weegt. De tanden zijn bunodont (tandkronen met bultjes) en hebben een rechthoekige contour. Dit suggereert een frugivoor-omnivoor dieet (vruchten en allesetend).

## Leefwijze
Purgatorius-soorten waren omnivoren, hetgeen duidelijk werd door de vondst van een complexer gebit van een verwant dier. De geringe afmeting van de dieren doet echter vermoeden dat ze hoofdzakelijk insecteneters waren. Fossiele hielbeenderen en sprongbeenderen, toegeschreven aan Purgatorius, hebben kenmerken die zijn geïnterpreteerd als bewijs van een boombewonende manier van leven.

## Vondsten
De eerste resten werden in 1965 gevonden bij Purgatory Hill in Montana in een afzetting die nu bekendstaat als de Tullock-formatie, en dateert van het vroeg-Paleoceen, en daarnaast in de Hell Creek-formatie, die deels uit het laat-Krijt, deels uit het vroeg-Paleoceen stamt. Veel resten werden naderhand gevonden in de Bug Creek-fauna, waarvan aanvankelijk werd gedacht dat die uit het laat-Krijt stamde, maar waarvan nu duidelijk is dat het resten uit het Paleoceen betreft.

## Classificatie
Kort na de vondst werd gedacht dat dit de vroegste vertegenwoordigers van de primaten waren. Enkele kenmerken van het gebit geven daar aanleiding toe. De kenmerken van de snijtanden waren echter in 2006 voor William Clemens aanleiding om deze groep in de Plesiadapiformes te plaatsen. Een fylogenetische analyse van de verwantschap van 177 zoogdiersoorten, hoofdzakelijk fossielen uit het laat-Krijt en Paleoceen, waarvan de resultaten in 2015 werden gepubliceerd, deed vermoeden dat Purgatorius zelfs helemaal niet nauw aan de primaten verwant was, maar een zustertaxon van Protungulatum is.
Purgatorius wordt beschouwd als een basale euarchont, een clade van gigantische zwevers, eekhoorns en primaten of als de oudste vertegenwoordiger van de Plesiadapiformes, een uitgestorven zoogdierorde die nauw verwant is aan de primaten. Het geslacht werd in 1965 beschreven door Leigh Van Valen en Robert E. Sloan met de twee typen Purgatorius unio en Purgatorius ceratops.
Binnen het geslacht zijn momenteel vier typen bekend:
- Purgatorius unio Van Valen & Sloan, 1965
- Purgatorius ceratops Van Valen & Sloan, 1965
- Purgatorius janisae Van Valen, 1994
- Purgatorius titusi Buckley, 1997